# Гудечек, Антонин

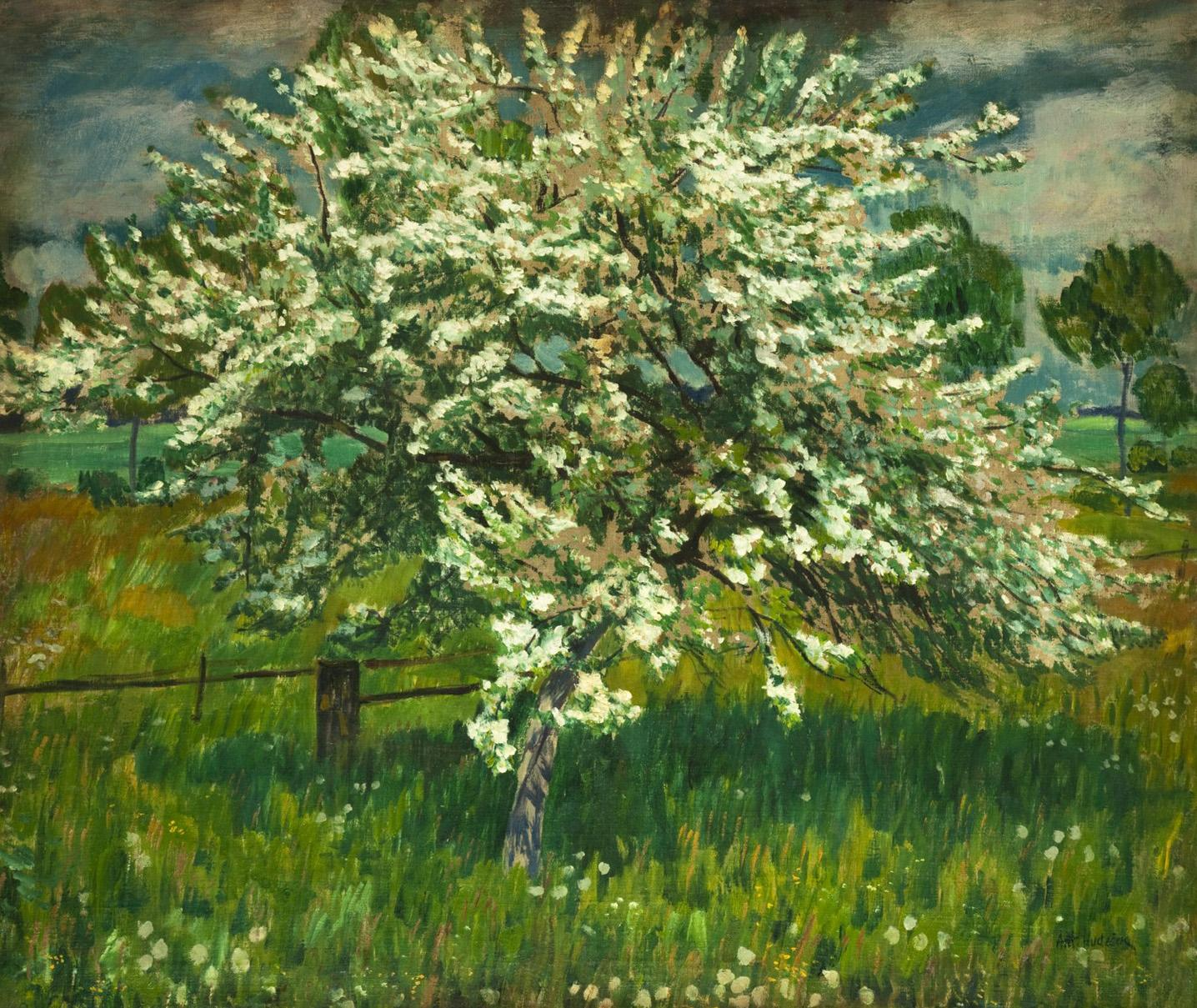

Антонин Гудечек (чеш. Antonín Hudeček; 14 января 1872 — 11 августа 1941) — чешский художник-пейзажист. Действительный член Чешской академии наук, словесности и искусств (с 1930).
Антонин Гудечек вместе с Антонином Славичеком и Антонином Калводой, принадлежит к числу ведущих чешских художников-пейзажистов начала XX столетия.

## Биография
После окончания гимназии в 1887 поступил в Пражскую академию изящных искусств, где учился фигуральной живописи под руководством профессоров М. Пирнера и В. Брожика. В 1891—1893 продолжил обучение в Мюнхенской академии.
С 1895 вместе с А. Славичеком поступил в художественную мастерскую Ю. Маржака, где вместе с группой художников, изучал искусство пейзажа.
В 1898 году впервые участвовал в художественной выставке, позже выставлял свои работы в Вене (1900). В 1902 году совершил путешествие по Италии и Сицилии, а после возвращения написал несколько пейзажей околиц Кельна и Праги.
В 1909 вновь посетил Сицилию. Написал ряд живописных видов Полице-над-Метуйи. Дважды посетил остров Рюген, с 1920 регулярно бывал в Татрах, Банска-Бистрица и с 1927 года — Карпатах.
С 1927 жил в Частоловице (ныне район Рихнов-над-Кнежноу Краловеградецкого края Чехии), где и умер в 1941 году.

## Творчество
После первых попыток фигуральной живописи художник полностью посвятил себя пейзажной живописи. Находился под влиянием творчества Ю. Маржака и А. Славичека и, в определённой степени, французского импрессионизма,
Его картины, однако, более реалистичны.
Автор большого количества полотен, которые высоко ценятся сегодня.

## Работы А. Гудечека

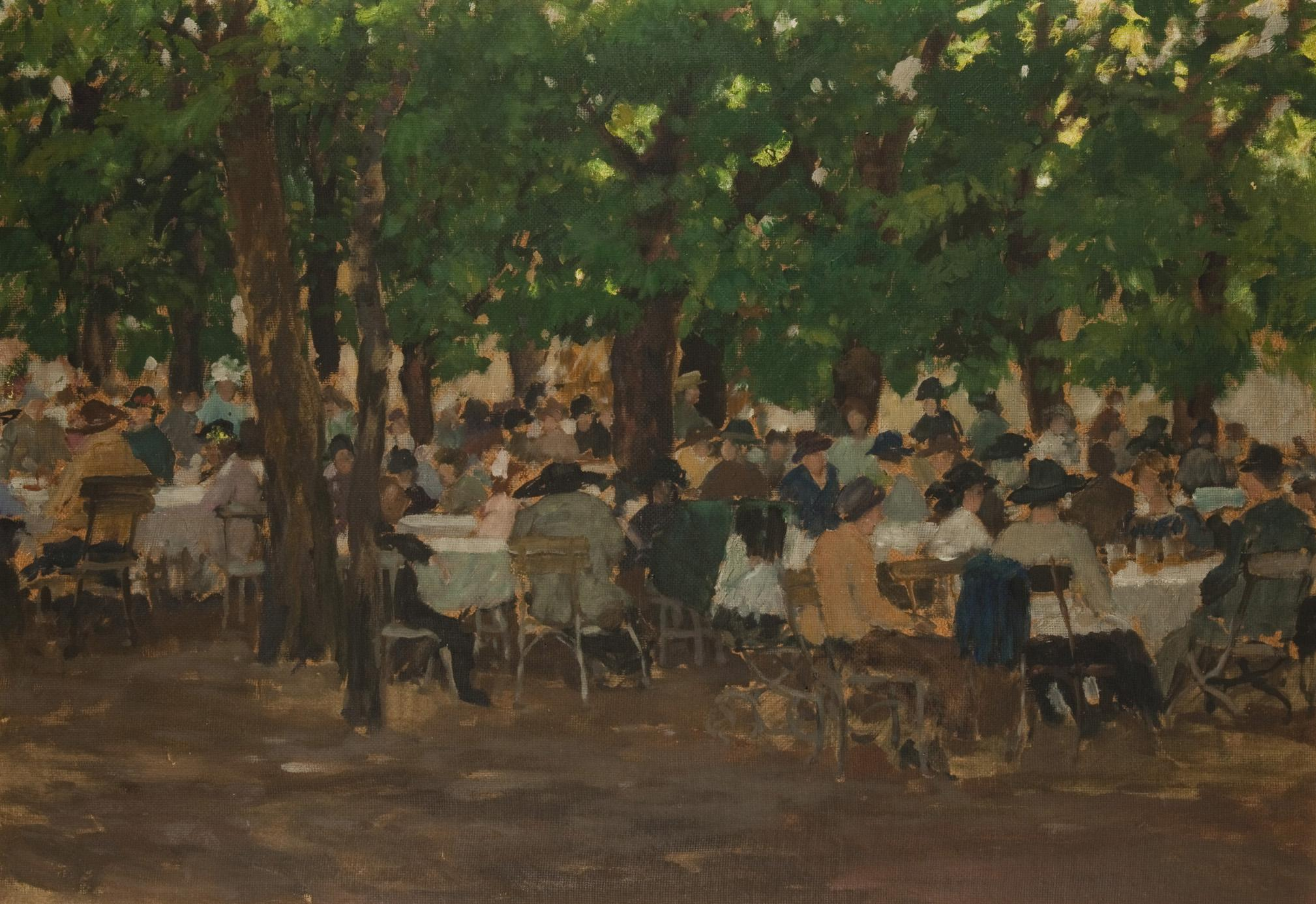
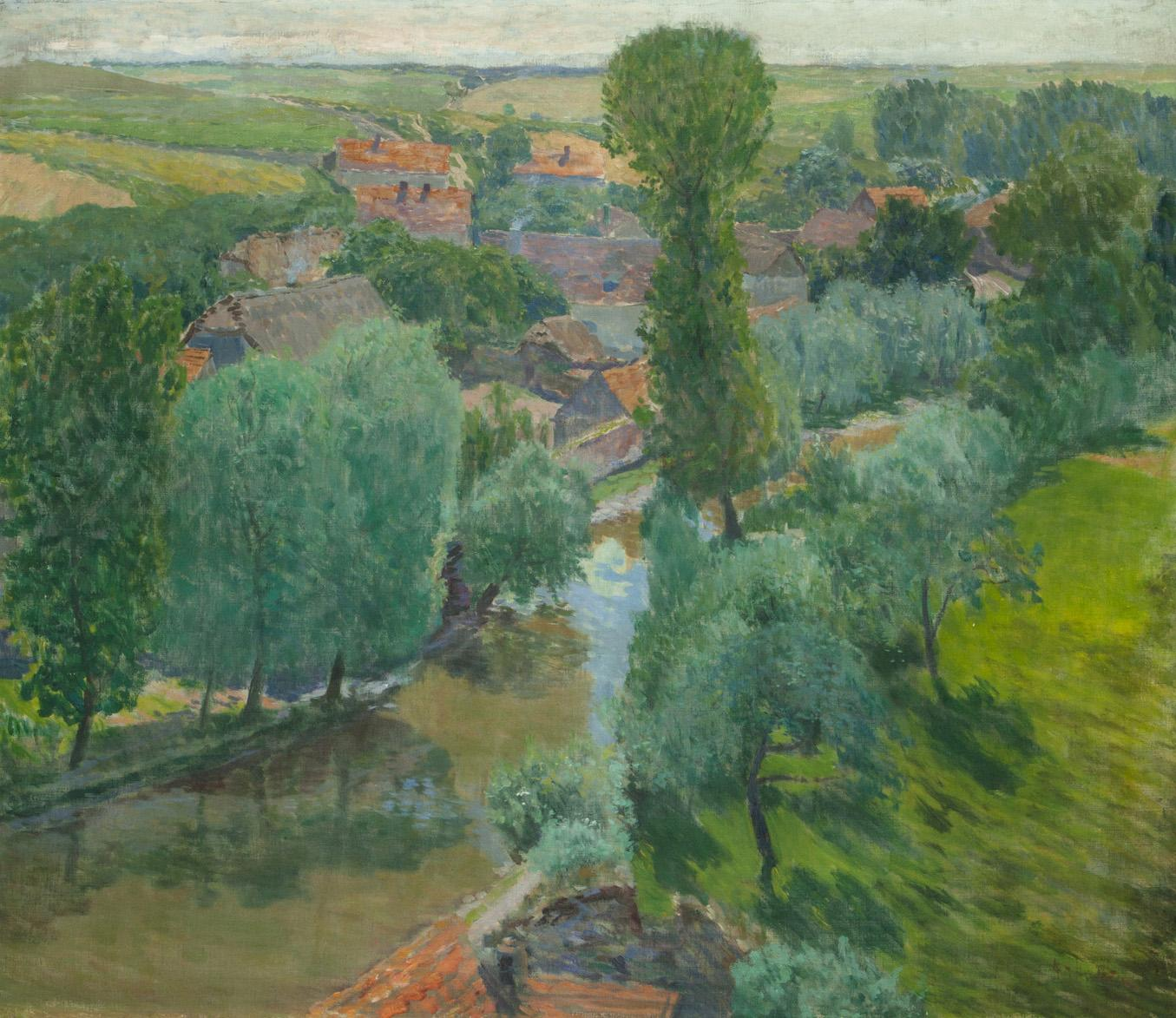
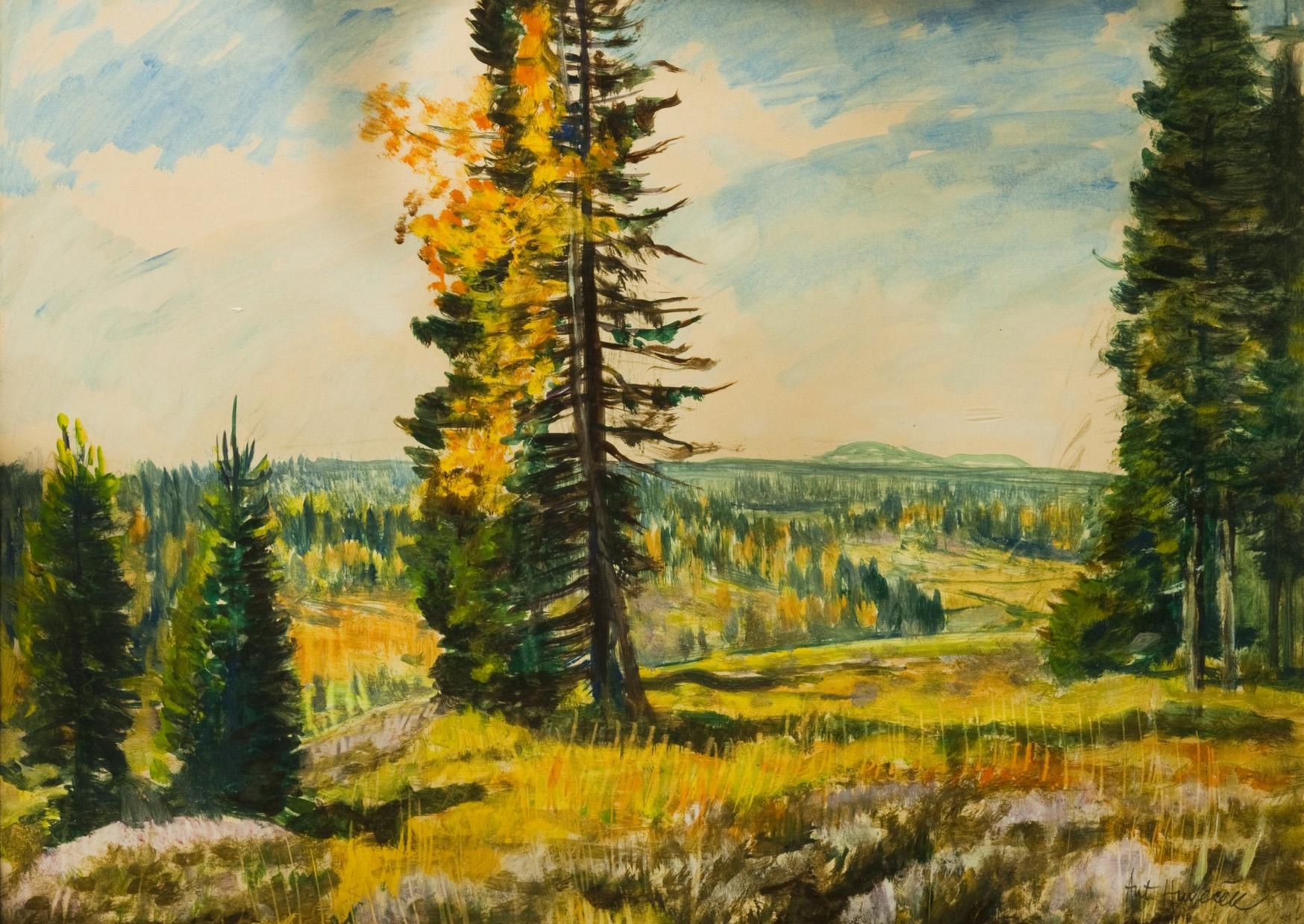
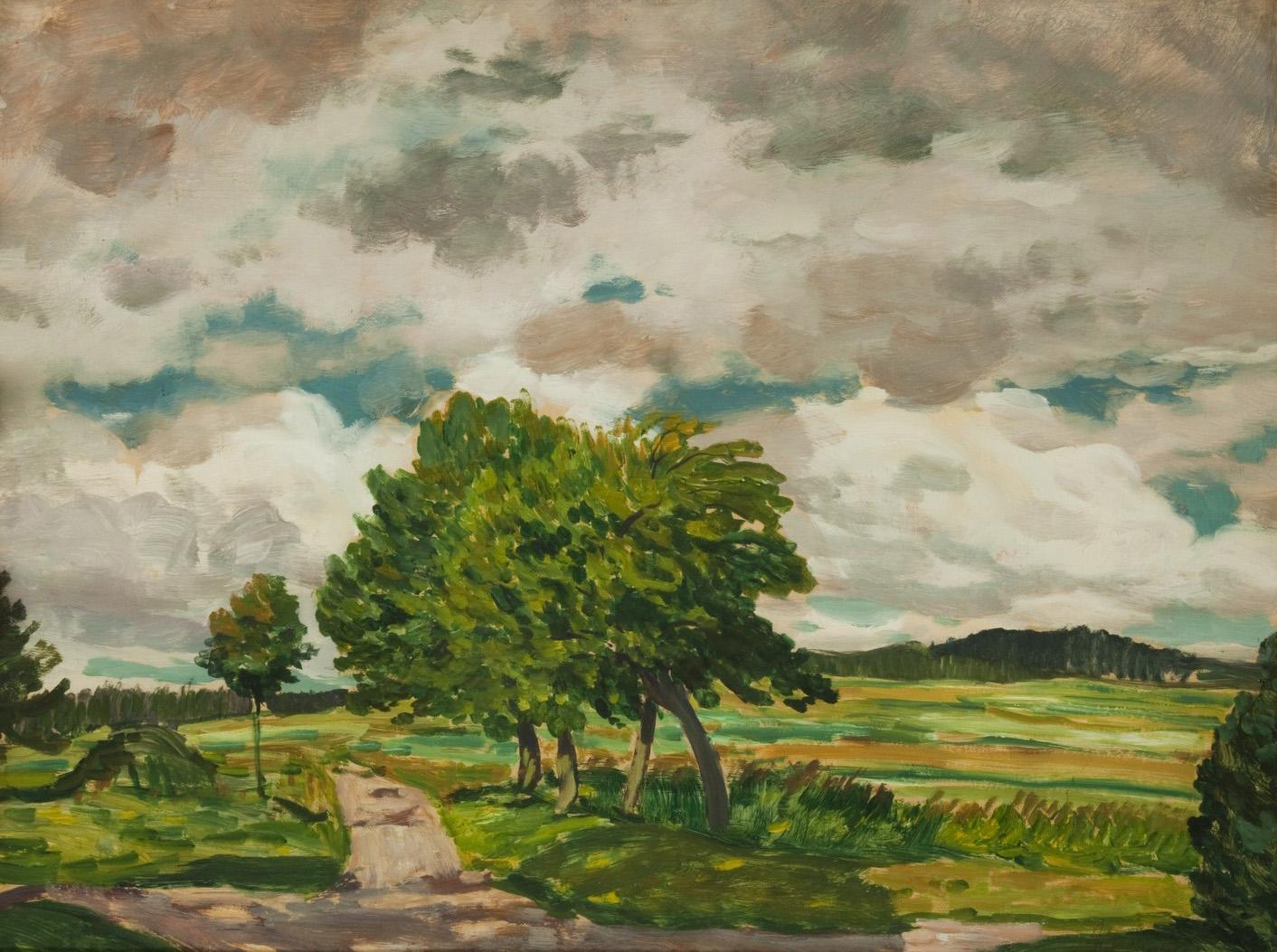